# 蔣立峰
蔣 立峰（ショウ・リツホウ、1945年9月 - ）は、中華人民共和国の歴史学者、政治学者。中日関係史を専攻。中国日本史学会常務理事。

## 人物
1968年、北京大学卒業。1981年、中国社会科学院修士課程修了。中国社会科学院世界歴史研究所研究員（1981年 - 1987年）、中国社会科学院日本研究所所長。
天皇について、日本の学者による王朝交替説などを基に「『万世一系』は信じるに足りないとの結論を得ることができる」と疑問を呈している。
日中歴史共同研究中国側委員として古代・中近世史分科に参加し、「日中古代政治社会構造の比較研究」を発表している。